# Liste der Baudenkmale in Groß Heide
In der Liste der Baudenkmale in Groß Heide sind die Baudenkmale des niedersächsischen Ortes Groß Heide aufgelistet. Dies ist ein Teil der Liste der Baudenkmale in Dannenberg (Elbe). Der Stand der Liste ist der 31. Oktober 2021.
Die Quelle der IDs und der Beschreibungen ist der Denkmalatlas Niedersachsen.

## Allgemein
In den Spalten befinden sich folgende Informationen:
- Lage: die Adresse des Baudenkmales und die geographischen Koordinaten. Kartenansicht, um Koordinaten zu setzen. In der Kartenansicht sind Baudenkmale ohne Koordinaten mit einem roten Marker dargestellt und können in der Karte gesetzt werden. Baudenkmale ohne Bild sind mit einem blauen Marker gekennzeichnet, Baudenkmale mit Bild mit einem grünen Marker.
- Bezeichnung: Bezeichnung des Baudenkmales
- Beschreibung: die Beschreibung des Baudenkmales. Unter § 3 Abs. 2 NDSchG werden Einzeldenkmale und unter § 3 Abs. 3 NDSchG Gruppen baulicher Anlagen und deren Bestandteile ausgewiesen.
- ID: die Objekt-ID des Baudenkmales
- Bild: ein Bild des Baudenkmales, ggf. zusätzlich mit einem Link zu weiteren Fotos des Baudenkmals im Medienarchiv Wikimedia Commons. Wenn man auf das Kamerasymbol klickt, können Fotos zu Baudenkmalen aus dieser Liste hochgeladen werden:

## Baudenkmale

### Gruppe baulicher Anlagen
| Lage                                       | Bezeichnung | Beschreibung                                  | ID       | Bild |
| ------------------------------------------ | ----------- | --------------------------------------------- | -------- | ---- |
| Am Löschteich 2 53° 3′ 10″ N, 11° 8′ 31″ O | Hofanlage   | Zweiständerhaus von 1769 mit Nebengebäude(n). | 30826030 |      |

### Einzeldenkmale
| Lage                                          | Bezeichnung               | Beschreibung                                                                                | ID       | Bild |
| --------------------------------------------- | ------------------------- | ------------------------------------------------------------------------------------------- | -------- | ---- |
| Am Löschteich 2 53° 3′ 11″ N, 11° 8′ 31″ O    | Wohn-/ Wirtschaftsgebäude | Zweiständerhaus von 1769; ältestes Gebäude in Groß Heide.                                   | 30838466 |      |
| Am Löschteich 2 53° 3′ 10″ N, 11° 8′ 30″ O    | Scheune                   | Die Scheune stammt aus dem frühen 19. Jahrhundert.                                          | 30838424 |      |
| Heider Chaussee 53° 3′ 17″ N, 11° 8′ 26″ O    | Gefallenendenkmal         | Denkmal für die Gefallenen der beiden Weltkriege in Form eines aufgerichteten Granitblocks. | 30838349 |      |
| Heider Chaussee 14 53° 3′ 13″ N, 11° 8′ 36″ O | Wohn-/ Wirtschaftsgebäude | Vierständerhaus von 1864 und eine Scheune von 1835.                                         | 31034456 |      |

### Ehemalige Baudenkmale
| Lage                                       | Bezeichnung | Beschreibung                                      | ID | Bild |
| ------------------------------------------ | ----------- | ------------------------------------------------- | -- | ---- |
| Am Löschteich 2 53° 3′ 10″ N, 11° 8′ 30″ O | Stall       | (Der Stall scheint nicht mehr vorhanden zu sein.) |    | BW   |